# Гратилон (Долина Аосте)
Гратилон је насеље у Италији у округу Долина Аосте, региону Долина Аосте.
Према процени из 2011. у насељу је живело 39 становника. Насеље се налази на надморској висини од 1031 м.